# Војводина Крањска
Војводина Крањска или Војводство Крањско је назив за једну од земаља у саставу Светог римског царства и Хабзбуршке монархије. Постојала је од 1364. до 1918. године, а заузимала је централни део данашње Словеније. Управно седиште јој се налазило у граду Љубљани. Становништво су чинили претежно Словенци. Ово војводство је постојало до 1918. године, када постаје део Државе Словенаца, Хрвата и Срба, а потом и део Краљевине Срба, Хрвата и Словенаца (Југославије).

## Историја
Током старије историје, Војводини Крањској је припадала и жумберачка област, на источној граници према суседној Бановини Славонији. То подручје је тешко пострадало почетком 16. века, у време османске најезде. У периоду од 1530. до 1538. године, у опустошене пограничне области Војводине Крањске доселило се неколико скупина православних Срба-крајишника, који су од цара Фердинанда I добили разна права и повластице. Након коначног уређења Војне крајине, земаљске власти Војводине Крањске су изгубиле управну надлежност над подручјем Жумберка, које је након развојачења у 19. веку прикључено Краљевини Хрватској и Славонији.

## Демографија[2]

### Попис становништва 1851. године
Становништво по матерњем језику 1851. године.
| Матерњи језик | Становништво | Проценат |
| ------------- | ------------ | -------- |
| словеначки    | 426.013      | 91,82%   |
| немачки       | 37.307       | 8,04%    |
| остали        | 636          | 0,14%    |
| Укупно        | 463.956      | 100%     |

### Попис становништва 1910. године

#### Матерњи језик
Становништво по матерњем језику 1910. године.
| Матерњи језик | Становништво | Проценат |
| ------------- | ------------ | -------- |
| словеначки    | 491.107      | 94,38%   |
| немачки       | 28.120       | 5,41%    |
| остали        | 1.100        | 0,21%    |
| укупно        | 520.327      | 100%     |

#### Религија
Становништво по религији 1910. године.
| Религија                       | Становништво | Проценат |
| ------------------------------ | ------------ | -------- |
| римокатолици                   | 519.227      | 99,79%   |
| остали (протестанти и унијати) | 1.100        | 0,21%    |
| укупно                         | 520.327      | 100%     |